# Dorfkirche Göpfersdorf

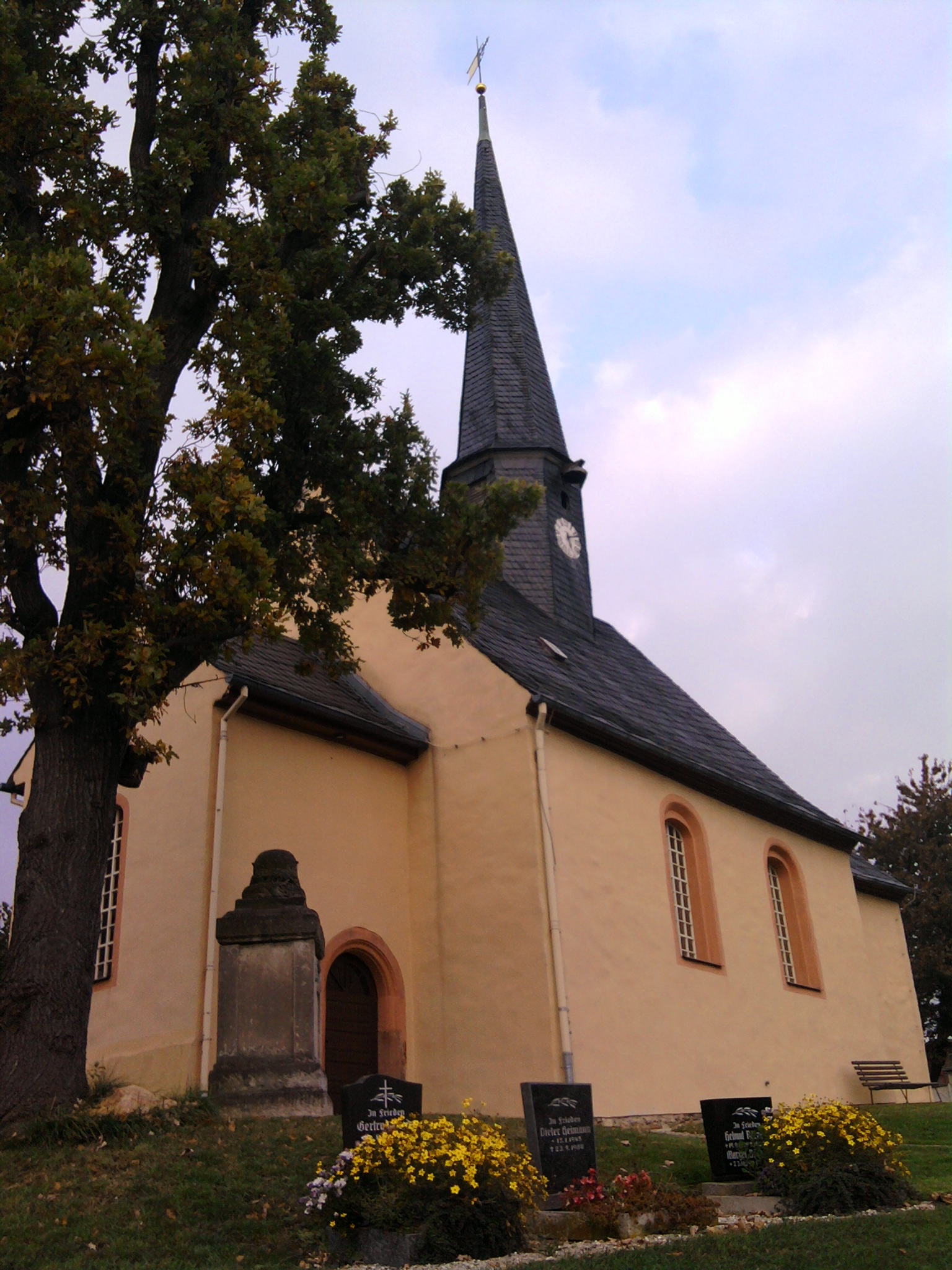
Die Kirche

Die evangelisch-lutherische Dorfkirche Göpfersdorf steht in der Gemeinde Göpfersdorf, einem Ortsteil von Nobitz im Landkreis Altenburger Land in Thüringen. Die dazugehörige Gemeinde gehört mit dem Pfarrbereich Flemmingen zum Kirchspiel Nobitz-Flemmingen im Kirchenkreis Altenburger Land der Evangelischen Kirche in Mitteldeutschland.

## Geschichte
Das Gotteshaus wurde 1336 erstmals urkundlich erwähnt, ein Erbauungsjahr ist nicht überliefert. Als Saalkirche besteht es aus einem rechteckigen Langhaus mit Flachdecke, einem eingezogenen Chor und einer halbrunden Apsis. Im 16. Jahrhundert wurde diese spätromanische Anlage in spätgotischem Stil umgebaut.
1829 erfolgte eine durchgreifende bauliche Erneuerung mit dem Ziel, mehr Raum für die anwachsende Gemeinde zu gewinnen: So wurde im Süden des Chors eine Sakristei angebaut – und der Westen erhielt ein Vorhaus mit Aufgang zur Empore, das auch das romanische Portal als neuen Haupteingang aufnahm.
Die Orgel des Orgelbauers Johann Andreas Hesse aus Lunzenau mit 9 Registern auf einem Manual und Pedal wurde 1830 eingeweiht. Ihre ursprünglich weiße Lackierung wurde inzwischen an die Farbgebung der Emporen angepasst. Die Weihe der jetzigen Glocken fand am 9. Mai 1954 statt. 1993/94 wurden Außen- und Innenbereich der Kirche umfangreich restauriert. Die Orgel wurde 2006/07 generalüberholt und rekonstruiert.